# Waldeck (Eguelshardt)
Pour les articles homonymes, voir Waldeck.
Waldeck est un écart de la commune française d'Eguelshardt, dans le Pays de Bitche et le département de la Moselle.

## Toponymie
- Waldech (1594), Wallecken (1751), Walleck et Valdeck (1756), Waldeck (1771), Walleck (1779)[1].

## Histoire
Le hameau, né d'un défrichement tardif, se serre autour du château  et de l'étang, silencieux, comme si restait vivace la hantise de voir l'ennemi déboucher de la vallée d'Erbsenthal, allongée à ses pieds.
Depuis des temps reculés, le domaine de Waldeck est mentionné dans l'histoire locale. En l'an 960, le domaine, sans mention de château, est indiqué comme fief d'Empire en liaison avec l'avouerie de Haguenau. Entre 1040 et 1158, le domaine est indiqué comme étant possession des seigneurs d'Ettendorf. Au XIIe siècle, il passe aux mains des seigneurs de Kirkel, sans autres précisions.
On trouve mention du hameau dès 1594, comme gagnage, c'est-à-dire terre de rapport, de la seigneurie de Bitche. 

Dépendait du Comté de Bitche et faisait partie de la mairie de Rollingen. Était annexe de la paroisse de Schorbach puis Bitche.

## Lieux et monuments
- Château de Waldeck
- Étang de Waldeck